# Mycobates tridactylus
Mycobates tridactylus är en kvalsterart som beskrevs av Rainer Willmann 1929. Mycobates tridactylus ingår i släktet Mycobates och familjen Punctoribatidae. Inga underarter finns listade i Catalogue of Life.